# Salsky (huyện)
Huyện Salsky (tiếng Nga: ? райо́н) là một huyện hành chính tự quản (raion), của Tỉnh Rostov, Nga. Huyện có diện tích 3514 kilômét vuông, dân số thời điểm ngày 1 tháng 1 năm 2000 là 51500 người. Trung tâm của huyện đóng ở Sal'sk.